# Noite Escura
Noite Escura (Portugiesisch für: Dunkle Nacht) ist ein Filmdrama des portugiesischen Regisseurs João Canijo aus dem Jahr 2004. Es basiert auf der klassischen griechischen Tragödie Iphigenie in Aulis.

## Inhalt
An einem dunklen Winterabend in der portugiesischen Provinz beginnt ein weiterer Arbeitstag im Nachtclub der Familie Pinto. Mutter, Vater und die zwei Töchter führen den Betrieb, während Animierdamen und Prostituierte die Kunden zu Getränken animieren und sie verführen. Die Familie lebt ihr einfaches Leben inmitten von Selbstbetrug, falschem Schein und unerfüllten Träumen.
Als der Vater in ernste geschäftliche Schwierigkeiten gerät, scheint die einzige Lösung in der Opferung seiner jüngeren Tochter zu liegen, die sich fortan selbst für die russische Mafia prostituieren soll. Doch damit beginnt der Zerfall der Familie und die Situation eskaliert zunehmend.

## Rezeption
Der Film feierte seine Premiere am 20. Mai 2004 bei den Internationalen Filmfestspielen von Cannes 2004, wo er in der Sektion Un Certain Regard lief und nominiert war. Er trat danach auf einer Reihe weiterer internationaler Filmfestivals an, darunter das Copenhagen International Film Festival und das Busan International Film Festival in Südkorea. In die portugiesischen Kinos kam der Film am 21. Oktober 2004, in die französischen am 17. November 2004.
Das Werk war für eine Vielzahl Filmpreise nominiert und wurde u. a. bei den Caminhos do Cinema Português 2005 und den Globos de Ouro 2005 als bester Film ausgezeichnet.
Noite Escura war der portugiesische Kandidat für den besten fremdsprachigen Film zur Oscarverleihung 2005, gelangte bei der folgenden 77. Oscarverleihung jedoch nicht zur Nominierung.
2005 erschien der Film erstmals als DVD, bei Lusomundo in Portugal. Am 20. April 2019 wurde er erstmals im portugiesischen Fernsehen gezeigt, bei RTP2, dem Kulturkanal des öffentlich-rechtlichen Senders RTP.